# 麥卡爾平山脈
84°13′S 160°30′E / 84.217°S 160.500°E
麥卡爾平山脈（英語：MacAlpine Hills）是南極洲的山脈，位於沙克爾頓海岸，從阿卻爾納山一直沿洛烏冰川南面延伸至塞爾韋斯特冰川，該山脈現時由南極條約體系管理。